# Christian Buchet
Christian Buchet, né le 29 août 1957 à Boulogne-Billancourt, est un universitaire, auteur, conférencier géo-politologue, spécialiste de la mer. Il dirige le Centre d’études de la mer de l’Institut catholique de Paris (ICP). Académicien de marine, il intervient dans les médias en tant qu’expert international.

## Biographie

### Enfance et débuts
Né en 1957 à Boulogne-Billancourt,,, il est le fils de Roland Buchet, professeur de médecine en radiologie, et de Françoise Lafay, décoratrice. Christian Buchet est élève au Lycée privé La Rochefoucauld et au Lycée Carnot à Paris. Durant son enfance, bien que n'ayant aucun lien avec la mer, Christian Buchet est très vite attiré par le milieu de l'Océan entre autres par ses lectures des albums de Tintin, Le Secret de La Licorne, Le Trésor de Rackham le Rouge ou le roman de Jules Verne Vingt mille lieues sous les mers.
Diplômé de l’Institut d’études politiques de Paris (1982). Il continue en histoire et soutient une thèse intitulée La lutte pour l’espace caraïbe et la façade atlantique de l’Amérique centrale et du sud entre 1672 et 1763 qui lui permet de devenir titulaire d'un doctorat d’histoire économique, sociale et maritime à l’Université de Paris IV-Sorbonne en 1990,,. Il est enseignant dans le département d’histoire de la faculté des lettres de l’Institut catholique de Paris (ICP), puis membre du conseil scientifique du département de recherche de l’ICP.

### Résolument tourné vers mer
Professeur d'Université, il occupe la chaire d'histoire de la Mer et de 1992 à 2004, il est vice-doyen de la Faculté des lettres de l’ICP. C'est à cette époque qu'il fait la connaissance de l'historien spécialiste des conflits maritimes Philippe Masson. Cette rencontre change sa vie et il oriente résolument sa carrière vers le monde maritime. Dès 1995, il devient membre du Laboratoire d’Histoire et d’Archéologie Maritimes à l’époque moderne (laboratoire conjoint CNRS/Université de Paris IV-Sorbonne/Musée de la Marine). Il est habilité à diriger des recherches à l’université de Paris IV-Sorbonne en 1997,. En 1997, il fonde le Centre franco-ibéro-américain d'histoire maritime (Cefiahmar). Celui-ci devient le Centre d’études de la mer (Cetmer) qu'il dirige aussi,,.

### «Monsieur Catastrophe»
Spécialiste des interactions maritimes, géopolitiques, environnementales et sociétales, il est notamment considéré comme expert des naufrages à la suite de ses interventions après le naufrage de l’Erika en 1999 et du Prestige en 2002. Il en hérite le surnom de «Monsieur Catastrophe». Régulièrement consulté, il compte plus de 700 interventions dans les médias.
Il entre en 2002 à l'académie de Marine. En 2004, il ambitionne de faire connaître l'histoire maritime à tous en créant avec Eudes Riblier (Institut Français de la Mer), des rencontres mêlant historiens, spécialistes de la mer et grand public, intitulées les «Mardis de la Mer». Michel L'Hour et Romain Troublé (Fondation Tara Océan) y font des conférences en 2017 et 2019 respectivement. Historien et économiste spécialiste de la mer, il est consulté par les pouvoirs publics. Ses travaux portent sur les interactions entre la marine, l'économie et la société,. Lors du sommet de La Rochelle de 2008, il est entendu comme grand témoin par l'ensemble des ministres des transports des pays de la communauté européenne.
Christian Buchet a été éditorialiste sur le développement durable (2007 à 2008) dans la Matinale d'Europe 1 (du lundi au vendredi à 7h11) à la demande de Jean-Pierre Elkabbach, alors Président d'Europe 1. Il est consultant mer et environnement de cette radio (2005-2009),. C'est dans cette émission qu'il lance un appel à créer un Grenelle de la Mer. Homme médiatique, il est également régulièrement invité dans l'émission C'dans l'air.

### Grenelle de la Mer
En février 2009, le Grenelle de la Mer s'ouvre et sur les quatre groupes de travail, Buchet devient le président du groupe de travail n°3 du Grenelle de la Mer (février-juin),,. A ses côtés figurent de grands noms de la mer, Gérard d'Aboville et l'amiral Pierre Soudan (directeur de l'école navale) comme vice-présidents. Dès le mois de mai, il accumule aussi la fonction de président de la Délégation du Grenelle de la Mer qui est envoyé en mai aux Antilles et en Guyane puis en juin à Saint Pierre et Miquelon,. Au nom de son groupe, il remet le rapport «Partager la passion de la Mer» en juin 2009 et avec celui-ci, il lance le concept de «l'Archipel France» afin que les citoyens français prennent conscience de l'importance de l'Océan pour le pays. Jean-Louis Borloo, ministre d’État chargé du Développement durable, de l’Énergie, des Transports et de la Mer, le nomme le 6 novembre 2009 Secrétaire général de l'Archipel France et aussi secrétaire généraldu Comité de suivi du Grenelle de la Mer (2009 à 2011),. Il pilote alors les 327 experts du Grenelle de la Mer, assuré la mise en place et le suivi des travaux, inauguré au nom du Ministre d’État les conseils maritimes répartis sur  les territoires d’Outre-mer.

### Les Océanides
Directeur scientifique du programme de recherche international Océanides (2012-2018),,, il a dirigé une équipe de 264 chercheurs issus de quarante pays,. lancé en 2018, le projet Océanides vise à mesurer le rôle de la mer dans l’histoire de l’humanité et les conséquences économiques, sociales, géographiques et politiques qui en découlent,,. 
Les résultats d’Océanides ont été publiés en quatre tomes (3618 pages) par l’éditeur britannique Boydell and Brewer, en anglais et en français (The Sea in History, La Mer dans l’Histoire) en 2017. Ces résultats ont aussi été présentés au Sénat en mars 2017 et au Palais du Luxembourg le 30 mars 2019. L'association Océanides a été dissoute le 11 septembre 2018 au terme de son activité prévue.
Christian Buchet, fondateur des Mardis de la mer continue d'organiser les 11 à 12 soirées-débats annuelles à l'ICP pendant l’année universitaire et regroupant étudiants, amiraux, grands navigateurs, conseillers de ministres, juristes, amoureux de la mer.
Selon Christian Buchet, la mer ne se résume pas à l'économique ou à la géopolitique. « Tout homme peut comparer sa vie à celle d'une mer. Un jour, elle sera une mer d'huile, le lendemain démontée. On ne peut tricher avec la mer pas plus qu'avec la vie », philosophe l'écrivain, auteur de Marins de nos Vies, une spiritualité du bonheur en 2015.
En 2017, il participe à la campagne de sensibilisation contre la pollution maritime en faisant partie des personnalités photographiées recouvertes de plastiques.
En 2021, lors des Assises de l'Économie de la mer, il intervient auprès du président Emmanuel Macron.

## Responsabilités
- Membre du Conseil d’Administration de l’Institut Français de la Mer depuis 2002[1],[8],[9]
- Membre de l'Institut de Recherche sur la Civilisation de l’Occident moderne de l’Université de Paris IV-Sorbonne (IRCOM)[1],[8],[9]
- Membre du Conseil Supérieur de la Marine Marchande (2003-2012)[1],[8],[9],[2]
- Membre du Conseil scientifique marin de la Fondation Daniel Jouvance depuis 2005[2]
- Membre du Conseil d'administration de l'académie de marine[9]
- Membre du Comité de veille écologique de la fondation Nicolas Hulot (2000-2010)[1],[2]
- Membre de la Commission Nationale pour l’Éducation, la Science et la Culture auprès de l’UNESCO[2].
- Membre du conseil d’administration de la Fondation Daniel Jouvance depuis 2011[2].

## Publications

### Rapports
- Partager la passion de la mer, Rapport du Groupe 3 du Grenelle de la Mer (58 membres), remis au ministre d’État, chargé du Développement Durable, de l’Énergie, des Transports et de la Mer, juin 2009. Président Christian Buchet, Vice-Présidents Gérard d’Aboville et l’Amiral Pierre Soudan, rapporteurs Eric Levert et Jean-Michel Valantin.
- Une ambition maritime pour la France. Le groupe Poséidon a élaboré un rapport à la demande du Premier ministre. La Documentation Française. Rapports et Documents N° 5-2006.
- Préconisations d’actions en vue de sensibiliser les Français aux enjeux maritimes, rapport commandé par les Services du Premier Ministre (Secrétariat Général de la Mer) et remis au Secrétaire d’État aux Transports et à la Mer, et au Secrétaire Général de la Mer, avril 2004.
- Impact environnemental mondial et régional des effets conjugués de la croissance économique et de l’explosion démographique, rapport commandé par les services du Premier Ministre (Secrétariat Général de la Mer) et remis au Secrétaire Général de la Mer en novembre 2001.

### Ouvrages
Christian Buchet a publié une vingtaine d’ouvrages, dirigé cinq colloques internationaux et remis plusieurs rapports aux pouvoirs publics,. 
- La lutte pour l'espace caraïbe et la façade atlantique de l’Amérique Centrale et du Sud entre 1672 et 1763, Librairie de l'Inde Éditeur, 1991.  (ISBN 2-905455-05-5).

- Prix Paul-Rivet 1990 de l’Académie des sciences d’outre-mer.
- Le Tour du Monde de l'Amiral Anson, France-Empire, 1992.  (ISBN 2-7048-0691-8)
- La découverte de Tahiti, Préface de Paul Emile Victor, France-Empire, 1993.  (ISBN 2-7048-0721-3).
- Chef de Guerre chez les Creeks, France-Empire, 1994.  (ISBN 2-7048-0745-0).
- L’Homme, la Santé et la Mer, Editions Honoré Champion, 1997. (ISBN 2-85203-681-9).
- Le Naufrage, Editions Honoré Champion, 1999.  (ISBN 2-7453-0011-3).
- Marine, Économie et Société, Editions Honoré Champion, 1999.  (ISBN 2-7453-0124-1)[1].
- Sous la mer ou le 6 èmecontinent, Presses de l’Université de Paris Sorbonne, 2001.  (ISBN 2-84050-201-1).
- Les voyous de la Mer, Ramsay, 2002.  (ISBN 2-84114-645-6)[1].
- Marins et flibustiers du Roi-Soleil, avec l’Amiral Jean-Yves Nerzic, Aspet, Pyrégraph Editions, 2002.  (ISBN 2-908723-46-8).
- Une Autre Histoire de l’Océan et de l’Homme, Préface du Président Jacques Chirac, Editions Robert Laffont, 2004.  (ISBN 2-221-09982-6)[1],[10].
- La Mer, La France et l’Amérique Latine, Presses de l’université de Paris-Sorbonne, 2006.  (ISBN 2-84050-420-0).
- La Mer, Avenir de la Terre, avec Philip Plisson, Editions de La Martinière, 2006, réédité en 2009.  (ISBN 2-7324-3409-4)[1].
- Voyage autour du monde d’un père et d’un fils, avec Aurélien Buchet, Editions Origines, 2012.  (ISBN 979-10-91138-00-0).
- The British Navy, Economy and Society in the Seven Years War, Boydell & Brewer Publishers, 2013.  (ISBN 978-1-84383-801-2).
- Cap sur l’Avenir, A contre-courant les raisons d’être optimistes, Editions du Moment, 2014.  (ISBN 978-2-35417-263-3)[1],[10].
- Voyage au pays des kangourous, l’île-continent de demain, avec Aurélien Buchet, Sillon édition, 2014.
- Marins de nos Vies, une spiritualité du bonheur , 2015  (ISBN 978-2-204-10386-2)[10].
- Le Livre Noir de la Mer, Paris, Editions du Moment, 2015.  (ISBN 978-2-35417-445-3).
- The Sea in History / La Mer dans l’Histoire, sous la direction de Christian Buchet, 4 volumes Boydell & Brewer Publishers, 2017.  (ISBN 978-1-84383-801-2)[22].
- La grande Histoire Vue de la Mer, préface de Jean-Louis Etienne, Edition du Cherche-Midi, 2017.  (ISBN 978-2-7491-5645-3)[10]. Cet ouvrage reprend - sans le citer - des textes, des citations et des illustrations du catalogue de l'exposition "Aventuriers des mers" publié un an plus tôt (aux éditions Hazan).

## Distinctions

### Décorations
- Chevalier de l’ordre national de la Légion d’honneur (2008)[2],[28].
- Commandeur de l’ordre national du Mérite (2017) [29]; Officier (2011) ; Chevalier (2003).
- Officier de l’ordre du Mérite maritime (2014)[2],[30] ; Chevalier (2006).

### Prix
- Lauréat de l’Académie des sciences d’outre-mer (Prix Paul-Rivet, 1990)
- Lauréat de l’Académie de Marine (1991 et 2000)
- Lauréat de l’Académie des Sciences Morales et Politiques (Prix de Reinach, 1993)
- Lauréat de la Société de Géographie Humaine de Paris (Prix La Pérouse, 1994)
- Lauréat de l’Académie Nationale de Médecine (1998)
- Prix de l’ACORAM, Association des officiers de Réserve de la Marine Nationale, (2003)
- Prix littéraire du Cercle de la Mer (2004)
- Prix Commandant Jean Loreau (2018)[2],[31]